# Oncocercoma
Oncocercoma es una inflamación de los nódulos subcutáneos, que se observa externamente como una nodulación, dura y sin dolor, de un tamaño variable entre 1mm y 8cm, que sobresale de la piel. Es típica de la enfermedad parasitaria conocida como oncocercosis, o ceguera de los ríos, que está provocada por el
nematodo Onchocerca volvulus y transmitida por moscas del género Simulium que crían cerca de ríos y arroyos.
Esta inflamación se produce como respuesta a la presencia de los parásitos en el tejido subcutáneo, con la finalidad de aislarlos y evitar que se extiendan a otras zonas, pero los gusanos adultos, atrapados, copulan y las hembras liberan las microfilarias, las cuales, tras un periodo de incubación variando entre unos meses y dos años aproximadamente, abandonan esta cápsula fibrosa y se extienden por la piel y los fluidos biológicos
Este proceso inflamatorio se caracteriza por aparecer y reaparecer de forma continua, provocando importantes cambios en los tejidos, sobre todo en los conjuntivos y subcutáneos, los ganglios linfáticos y los ojos. Las lesiones pueden aparecer en cualquier parte del cuerpo, aunque se ha visto que en América Latina se dan con mayor frecuencia en la mitad superior del cuerpo, mientras que en África son más frecuentes en la mitad inferior. En cualquier caso, serán más graves cuando se sitúan en el cuello o la cabeza, porque pueden migrar a los ojos, lo que conlleva un alto riesgo de lesiones oculares o incluso ceguera. 
El diagnóstico no es fácil, ya que a simple vista o mediante palpación sólo son apreciables los nódulos inflamados que se encuentran encima de los huesos planos. Cuando están en las zonas más profundas se requieren técnicas de imagen.
En el tratamiento de la oncocercisasis se aplica la ivermectina, comercializada bajo el nombre de Mectizan, para eliminar las microfilarias. Pero además de esto, se deben extirpar de forma quirúrgica los oncocercomas (tratamiento que se conoce como nodulectomía), para evitar que los adultos se sigan reproduciendo, y por tanto extendiendo la enfermedad por el resto del organismo, sobre todo cuando se localizan cerca de la cabeza, por el riesgo de ceguera mencionado.